# Gino Sciardis
Gino Sciardis (* 28. Januar 1917 in Pocenia; † 9. Januar 1968 in Bondy) war ein italienisch-französischer Radrennfahrer.

## Sportliche Laufbahn
Sciardis war im Straßenradsport aktiv. Er wurde in Italien geboren und nahm 1950 die französische Staatsbürgerschaft an. Als Amateur gewann er 1935 den Grand Prix de Saumur, 1937 den Circuit de l’Indre.
Von 1938 bis 1973 war er Unabhängiger und Berufsfahrer. 1948 und 1950 konnte er jeweils eine Etappe in der Tour de France gewinnen. 1951 konnte er die Sonderwertung Souvenir Henri Desgrange für sich entscheiden. Weitere Etappensiege holte er 1938 im Circuit des Deux-Sèvres, im Critérium du Dauphiné 1947, 1949 und 1950, in der Tour de l’Ouest 1948, in der Luxemburg-Rundfahrt 1949 und in der Marokko-Rundfahrt 1952. 1939 gewann er den Circuit de la Vienne, 1947 den Circuit des Cols Pyreneens, 1946 und 1947 den Grand Prix d’Issoire, 1951 den Grand Prix du Pneumatique. Im Boucles de l’Aulne 1937 wurde Sciardis Zweiter hinter Pierre Cogan, im Criterium Dauphiné 1947 Zweiter hinter Edouard Klabiński, in der Marokko-Rundfahrt 1951 Zweiter hinter Attilio Redolfi.
Die Tour de France fuhr Sciardis fünfmal. 1949 wurde er 12., 1950 33., 1951 51. der Gesamtwertung. 1948 und 1952 hatte er die Rundfahrt nicht beendet.

## Familiäres
Sein Bruder Giuseppe Sciardis und seine Neffen Guido Anzile und Ugo Anzile waren ebenfalls Radrennfahrer.

## Berufliches
Nach seiner beruflichen Laufbahn wandte er sich der Malerei zu und hatte seine erste Ausstellung 1965 in Paris.